# Erich Steinacker
Erich Steinacker war ein nationalsozialistischer Funktionär, der zunächst als Bannführer der Hitlerjugend im selbstständigen Bann Südhannover-Braunschweig und dann als Chef des Personalamtes der Reichsjugendführung tätig war. Von 1940 bis 1941 leitete er das Hitlerjugend-Gericht.
Er lebte auf dem Gut Campen in Flechtdorf, das als Schulungsort, Tagungsstätte und Unterführerschule der Hitlerjugend genutzt wurde. Von dort aus leitete er den selbstständigen Bann Südhannover-Braunschweig und wurde später kurzzeitig Chef des Personalamtes der Reichsjugendführung. Nachdem er eine Parteistrafe erhalten hatte, leitete er von 1940 bis 1941 das Hitlerjugend-Gericht.